# Zero K
Zero K est un roman de Don DeLillo, publié aux États-Unis en 2016, publié traduit en français en 2017.

## Résumé
L'action se passe pour partie à New York, pour partie dans une région désertique d'Asie centrale entre Bichkek (Kirghizistan) et Almaty (Kazakhstan), dans une construction contemporaine en grande partie enterrée. La Convergence est le centre d'une communauté et d'une opération scientifique internationale pour repenser le vieillissement, la mort, la vie, vers une seconde vie, au seuil de l'immortalité.
Le personnage principal et narrateur, Jeffrey Lockhart, 34 ans, est invité par son père, Ross Lockhart, à assister à la fin de vie de sa compagne, Artis (Martineau), la Seconde Épouse, la Belle-Mère, l'Archéologue, malade d'une sclérose en plaques, et qui a décidé d'anticiper son départ. Le fils passe une partie de son temps à errer, déambuler, vagabonder, dans le dédale des couloirs vides de l'édifice : chambres sans fenêtre ni connexion numérique, bloc repas (« La nourriture était comestible, mais pas toujours identifiable. »), niveaux souterrains accessibles seulement aux porteurs de bracelet permettant l'accès, vidéo invasives de cataclysmes et catastrophes. Les visites guidées sont réservées à une sorte d'initiation progressive : hospice (avec hospitalier) ou salle d'attente, antichambre (recueillement et stupeur), berceau, nacelle corporelle, capsule, compartiment, chambre froide. Par le moyen de la cryonie ou cryoconservation, l'objectif semble être la création dans des décennies d'humains anhistoriques, grâce à des nanorobots : « Mourez en être humain, renaissez en drone isométrique!  ». « Vivre le mythe de l'immortalité des milliardaires » (p. 129) est la tentation du père, Rock Lockhart (anciennement Nicholas Satterswaite), qui souhaite partir avec sa compagne : «L'unité spéciale Zero K aide à mourir.  » 
Le récit permet de rétablir un passé familial, obscur et traumatisant, entre autres avec la vraie mère, Madeline, séparée et décédée depuis longtemps. Le père, magnat du capital-risque et de la juridiction offshore, dit avoir tout organisé pour que son fils unique intègre son entreprise, voire le remplace. Lequel des quatre délire le plus ?
Dans la seconde partie (Au temps de Kostaiantynivka), Jeffrey, de retour à New York, après deux ans de réadaptation, fréquente Emma Breslau et son fils adoptif Stack (14 ans), et son père, qui finalement n'est pas encore parti, mais a abandonné toutes ses fonctions directoriales. De passage à La Convergence, Jeffrey retrouve Stack, en vidéo, dans un groupe de volontaires en Ukraine, abattu presque en direct.

## Réception
La critique française est réservée,,.

## Édition
- Zero K, Actes Sud, 2017 ((en) Zero K, 2016), trad. Francis Kerline  (ISBN 978-2-330-08156-0) 298 pages

## Titre
La température 0 K, zéro kelvin, est égale à −273,15 °C, ou zéro absolu, température supposée recherchée pour la cryoconservation (effective à 77 K (-196 °C)).